# Farab
Farab (t. Otrar; otk. 𐰚𐰭𐱃𐰺𐰢𐰣; kaz. Отырар) – słynne niegdyś na całą Azję Środkową miasto na Jedwabnym Szlaku, w pobliżu dzisiejszego miasta Karatau w Kazachstanie. Leży 170 km na północny zachód od Szymkentu i 60 km od Turkiestanu.

## Znaczenie
- Farab był ważnym miastem w historii ludów tureckich ulokowanym na granicach osiedlenia rolniczej cywilizacji.
- Farab był centrum wielkiej oazy i politycznego dystryktu.
- Miasto odgrywało ważną funkcję na Wielkim Szlaku Jedwabnym, będąc kluczowym punktem łączącym Kazachstan z Chinami, Europą, Bliskim i Środkowym Wschodem, Syberią i Uralem.
- Farab i Oaza były kluczowymi miejscami dla etnogenezy w Azji Środkowej.
- Przez wiele stuleci Farab był ważnym centrum pomiędzy państwami Kangui, Dominium Kangaru, Karachanidów, Białej Ordy i Chanatem Kazachskim.
- Farab był ważnym centrum kulturalnym – w wiosce Wasij opodal miasta urodzić się miał Abu Nasr al-Farabi, a Arustan-Bab, wielki przedstawiciel islamskiej kultury i nauczyciel Ahmada Jasawiego – wygłaszał tu nauki.
- Oaza Farab to unikalne miejsce, w którym irygacja i rolnictwo rozwijały się przez ponad dwa tysiące lat.
- Farab jest jednym z ważnych ośrodków turystycznych na Jedwabnym Szlaku.

## Historia dawna
Nazwę Farab miasto zyskało dopiero w wiekach średnich. Wcześniej znane było pod nazwą Otrar będąc stolicą regionu Otrar-Farab rozciągającego się od pustyni Kyzył-kum na zachodzie i wcinającego się pomiędzy Amu-darię i Syr-darię. Źródła pisane wzmiankują rozwój miasta od początków VIII wieku n.e. do połowy wieku XVIII. Odkrycia archeologiczne pozwalają jednak datować osadnictwo na tych terenach już na czasy przełomu er.
Oaza Otrar była lecz rozległym terenem zawierającym wiele miast i miasteczek. Do chwili obecnej w obrębie pozostałych ruin mogą zostać zidentyfikowane na podstawie manuskryptu nazwy tylko trzech miast. Reszta zasiedleń na wzgórzach i pagórkach nosi nazwy współczesne. Otrar znajdowało się w centrum regionu, zajmującego – co często podkreślają kronikarze – powierzchnię jednego dnia podróży we wszystkich kierunkach.
Syr-daria odgrywała wyjątkową rolę w życiu Otrar i całego regionu, jej wody używane były do nawadniania a brzegi obfitowały w bogatą florę i faunę. Samo miasto umiejscowione u podnóża gór Karatau było dobrze umocnioną fortecą dla wędrujących stepami koczowników.
Z Otrar wzdłuż rzeki Arys rozchodzą się drogi do Taraz, Bałasagun i dalej aż do Wschodniego Turkiestanu. Wzdłuż Syr-darii drogi wspinały się do Taszkentu, Sogdiany oraz dalej do Antiochia Margiana i Niszapuru. Inna droga wiodła do ziem przedaralskich i Uralu. Inna dobrze znana droga wiodła przez pustynię Kyzył-kum na zachód w kierunku Chorezmu i dalej ku regionowi Wołgi, Morzu Czarnemu i Kaukazowi.
W wiekach IX i X wiele różnych źródeł mówi o Otrur jako o jednym z miast Isfidżabu. Jest to prawdopodobnie wynikiem tego, iż najpierw związało się ono z Kalifatem a następnie z Samanidami. Wiadomo również, że Otrur wybijało swoją własną monetę.

## Konflikt z Czyngis-chanem
Okres prosperity Otrar został przerwany mongolskim najazdem na Azję Środkową. W 1218 Czyngis-chan wysłał do Otrar oraz na dwór władcy Imperium Chorezmijskiego Mohammada karawanę handlową 500 muzułmańskich kupców celem ustanowienia nowego szlaku handlowego. Mohammad, podejrzewając obecność w karawanie szpiegów, rozkazał rządcy miasta o imieniu Inalczik Kair-chan zaaresztować członków karawany. Wydaje się skądinąd mało prawdopodobne, by uwikłany w konflikt z Jin w północno-wschodnich Chinach Czyngis-chan chciał sprowokować Chorezmijczyków. Czyngis-chan posłał delegację trzech ambasadorów, muzułmanina i dwóch Mongołów, uwolnienia karawany w Otrar oraz wydania mu Kair-chana. Mohammad rozkazał wymordować karawanę, ogolić Mongołów i na ich oczach ściąć muzułmanina, by dopiero wtedy pozwolić im powrócić do Czyngis-chana. Dla Czyngis-chana było to śmiertelnym afrontem, jako że posłów traktował jako nietykalnych.
Na odbytej w Urgencz naradzie wojennej Mohammad – wbrew sugestiom wydania Mongołom otwartej walki – zadecydował o rozproszeniu swych wojsk, rozesłaniu ich do miejskich garnizonów i pozwoleniu dowódcom na prowadzenie samodzielnej walki. Być może przerosła go perspektywa dowodzenia ogromną, 400-tysięczną armią – być może bał się, że tak potężna siła może wymknąć się spod jego kontroli i obrócić się przeciwko niemu. Być może też uzyskał informacje, że podczas działań wojennych w Chinach sztuka oblężnicza nie była mocną stroną Czyngis-chana i jego wojska doświadczały poważnych trudności przy próbach zdobywania ufortyfikowanych pozycji. Decyzja ta okazała się brzemienna w skutki.
Za sprawą starannie gromadzonych informacji zebranych od szpiegów i wywiadowców Czyngis-chan przygotował wyprawę przeciw Imperium Chorezmijskiemu inaczej niż dotychczasowe kampanie. Rozsiewał pogłoski jakoby Połowcy wojsk matki Mohammada mieli zamiar przyłączyć się do wroga. Swoją jazdę rozbudował o lekkie i ciężkie jednostki wsparcia, do armii wcielił licznych obcokrajowców, głównie Chińczyków – ekspertów w zakresie sztuki oblężniczej, budowy mostów, wysoko wyspecjalizowanych żołnierzy czy wreszcie lekarzy. W oblężeniach wykorzystywał tarany, proch, trebusze i balisty. Według różnych szacunków armia Czyngis-chana miała liczyć od 90 000 do 250 000 ludzi.
Czyngis-chan przekroczył wysokie przełęcze gór Ałtaj, otoczył ujgurskie miasto Beshbalik, w lecie ruszył z okolic Irtyszu i podzielił swoje wojska, posyłając jedną z armii w ślad za Mohammadem, którego władza rozciągała się na terenie równym terenom mongolskim, a którego siły nawet przewyższały liczebnością siły wroga. Mohammad, zmuszany do ciągłej ucieczki, doznawał ciągłych klęsk, doświadczał dziesiątkowania własnych wojsk i dewastacji swojego kraju. Jesienią 1219 rozpoczęło się oblężenie Otrar. Czyngis-chan uczynił odpowiedzialnymi zań swoich synów – Czagataja i Ugedeja. Po pięciu (lub sześciu według innych źródeł) miesiącach zmagań w lutym 1220 nagłym wypadem Mongołowie sforsowali nie umocnioną bramę, ale zanim zajęto miejską cytadelę upłynął jeszcze kolejny miesiąc. Kair-chan bronił się aż do samego końca, wspinając się na szczyt umocnień i zrzucając kamienie na atakujących go Mongołów. Pojmany – w odwecie za wymordowanie mongolskich posłów i karawany – został zabity przez zalanie uszu i oczu płynnym srebrem. Wielu mieszkańców miasta zostało wymordowanych, pozostałych wzięto w niewolę. Wiele spustoszonych miast oazy już nigdy nie zostało odbudowanych.

## Odrodzenie
Otrar jeszcze raz stało się ważnym centrum polityczno-handlowym. Sprzyjały temu lata domowych wojen toczonych po śmierci Czyngis-chana. Od połowy XIII wieku Otrar znowu zyskuje na znaczeniu. W drugiej połowie wieku XIV wchodzi w sferę wpływów Timura. To właśnie tutaj zatrzymał się on w 1405 roku by zebrać wojska przed planowaną wyprawą na Chiny. Tutaj też zachorował i 18 lutego 1405 zmarł.